# Tomiyama Taeko
Tomiyama Taeko (富山妙子, Phú Sơn Diệu Tử, sinh ngày 6 tháng 11 năm 1921 - mất ngày 18 tháng 8 năm 2021) là một họa sĩ thị giác Nhật Bản có tác phẩm đề cập đến các chủ đề liên quan đến chiến tranh và các vấn đề phức tạp về đạo đức, tình cảm và xã hội trong lịch sử thuộc địa và hậu thuộc địa ở Đông Á. Các tác phẩm của bà đa dạng từ tranh vẽ và tranh in đến các bản trình chiếu đa phương tiện và gần đây là các tác phẩm sắp đặt.

## Tiểu sử
Tomiyama Taeko chào đời tại Kobe, tỉnh Hyōgo, cùng gia đình trải qua thời niên thiếu ở Đại Liên và Cáp Nhĩ Tân vùng Mãn Châu bên Trung Quốc. Bà theo học tại Trường Nghệ thuật và Thiết kế Nữ Joshibi (nay là Đại học Nghệ thuật và Thiết kế Joshibi) ở Tokyo từ năm 1938 đến năm 1945, việc học của bà bị gián đoạn do chiến tranh. Kể từ những năm 1950, bà đã đi du lịch cả trong và ngoài nước Nhật, sử dụng nghệ thuật của mình để thể hiện cam kết đối với các vấn đề xã hội và chính trị ở các khu vực bà đến thăm. Trải nghiệm đầu tiên của Tomiyama là vào đầu những năm 1950 khi bà đến làm việc ở khu vực mỏ than Chikuhō ở Kyushu và từ kinh nghiệm đó, bà đã tạo ra một số bản vẽ và thạch bản và triển lãm các tác phẩm vài năm sau đó tại Nhật Bản. Bà chủ yếu được biết đến vì đã cống hiến tác phẩm của mình cho các nạn nhân của chủ nghĩa đế quốc Nhật Bản, đặc biệt là miêu tả cuộc đấu tranh của phụ nữ bị quân đội phát xít Nhật bóc lột tình dục, thường gọi là phụ nữ giải khuây.
Bà qua đời tại Tokyo, Nhật Bản vào ngày 18 tháng 8 năm 2021, hưởng thọ 99 tuổi.